# ワシントンメトログリーンライン

ワシントンメトロシステムマップ

グリーンライン（Green Line）は、アメリカ合衆国ワシントンD.C.のワシントンメトロの地下鉄路線。メリーランド州プリンスジョージズ郡のグリーンベルト駅からワシントンD.C.を経由しプリンスジョージズ郡ブランチアベニュー駅までを結ぶ。21の駅で構成され、イエローラインと路線の一部を共有している。

### 法と資金の戦い

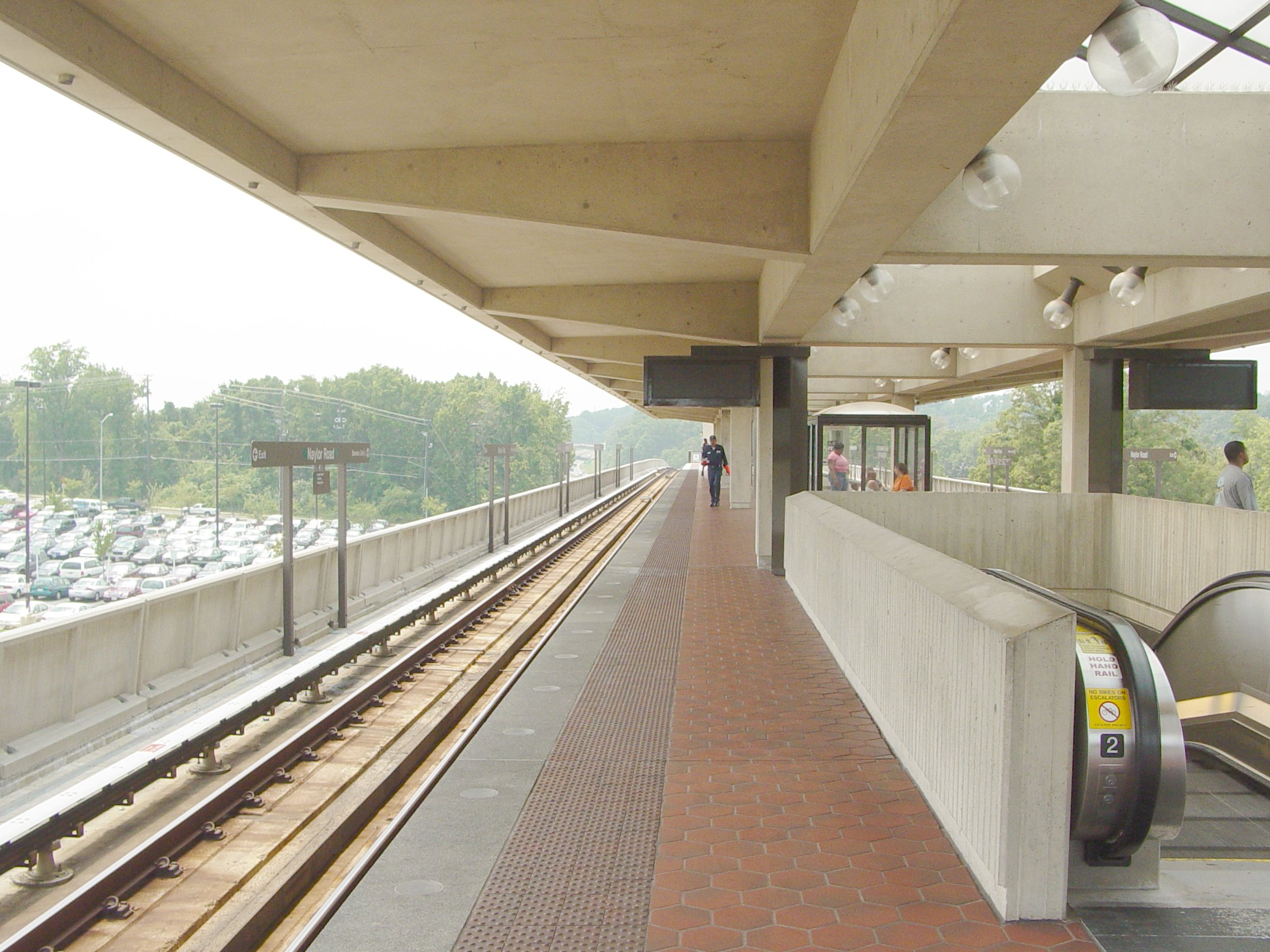
ネイラーロード駅（プリンスジョージズ郡）

### 論争の解決

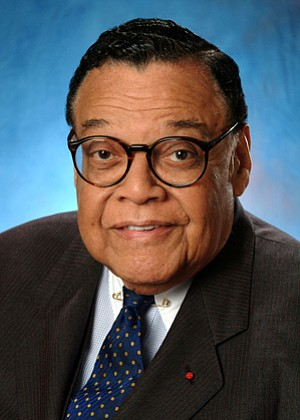
公民権弁護士で元フォード政権の閣僚であるウィリアム・T・コールマンが資金調達の行き詰まりを打開した

#### 抗議とボイコット

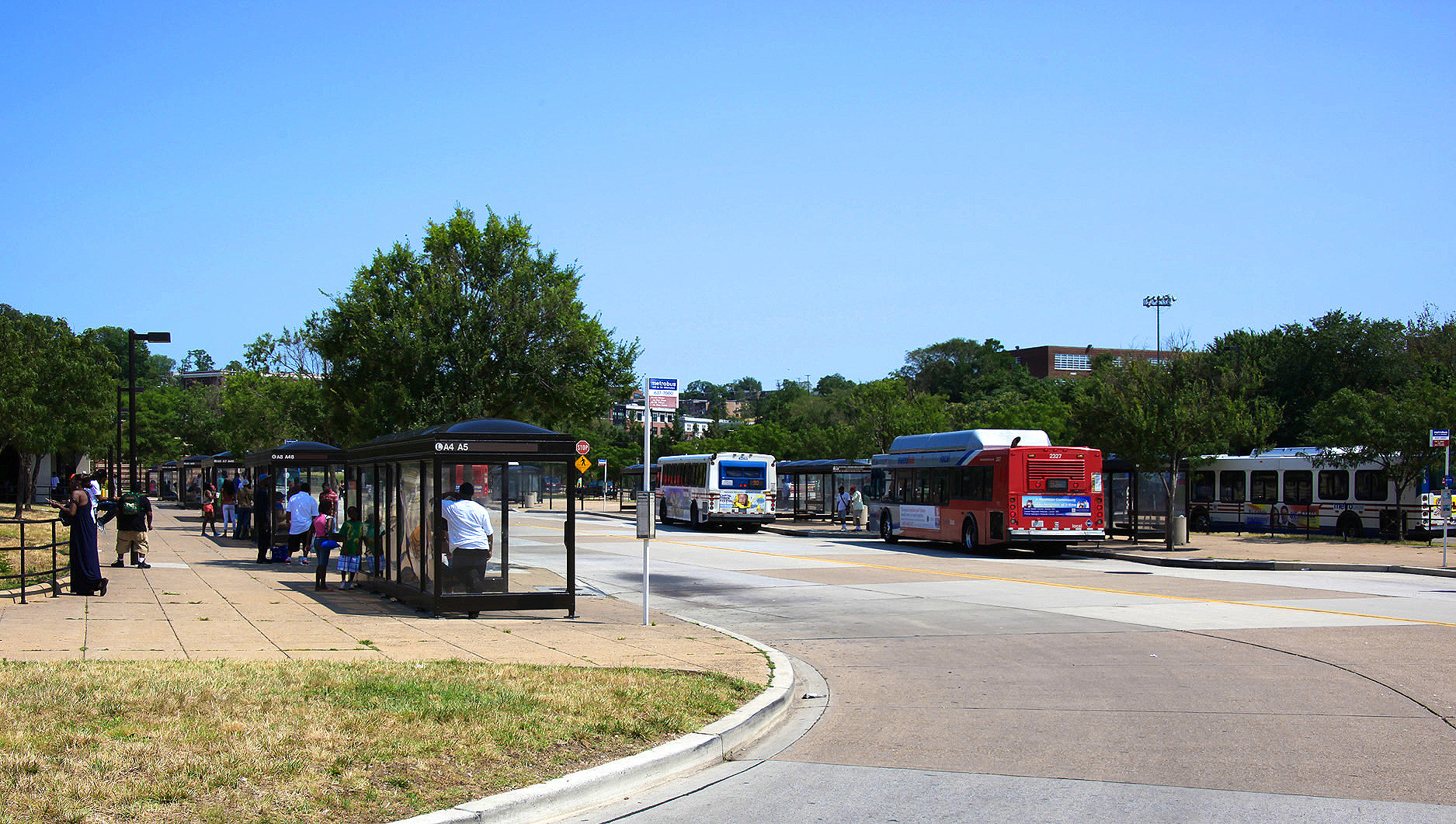
アナコスティア駅のバスターミナル

### 1985年

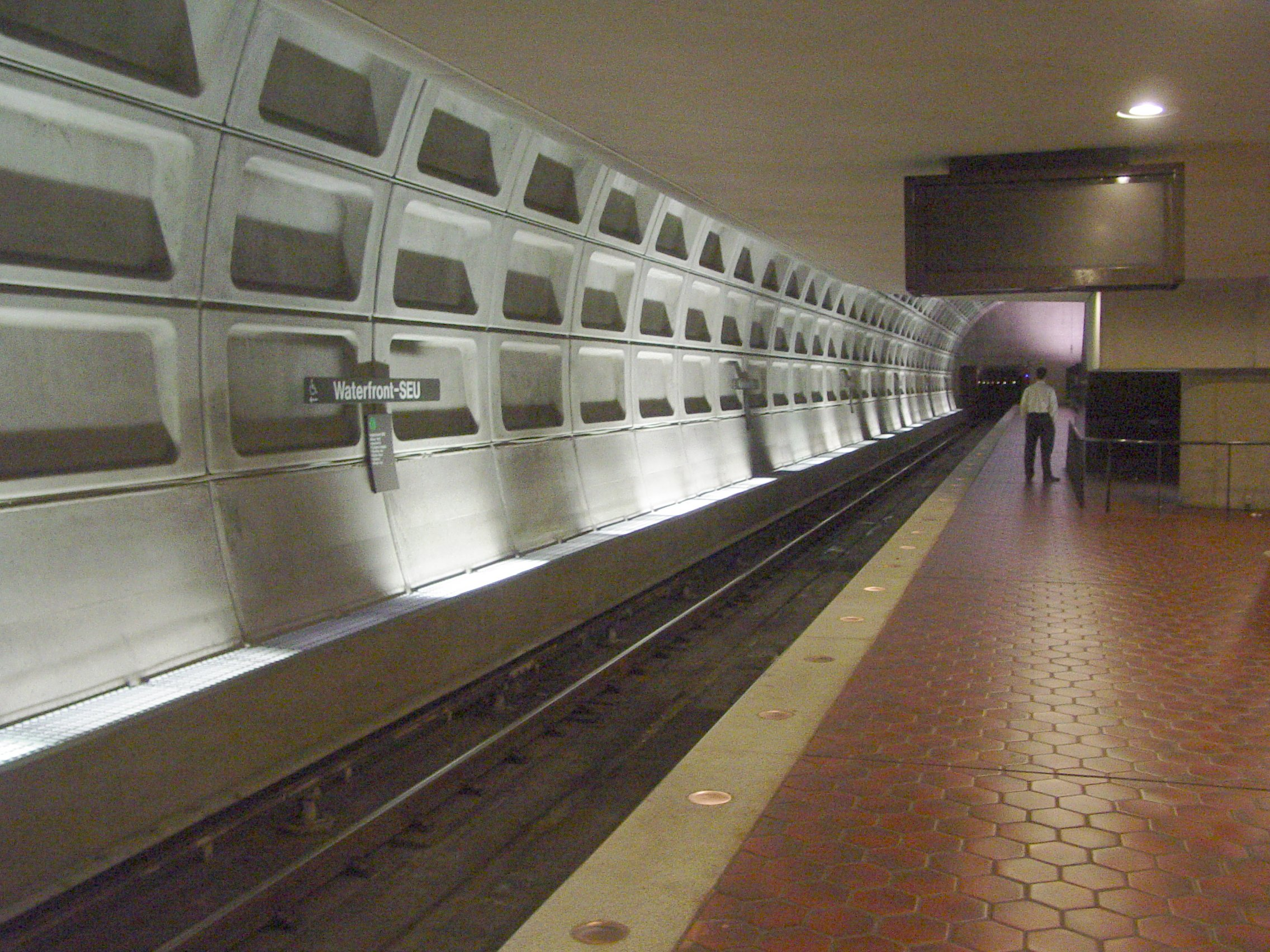
ウォーターフロント駅（ワシントンD.C.）

### 1986–88

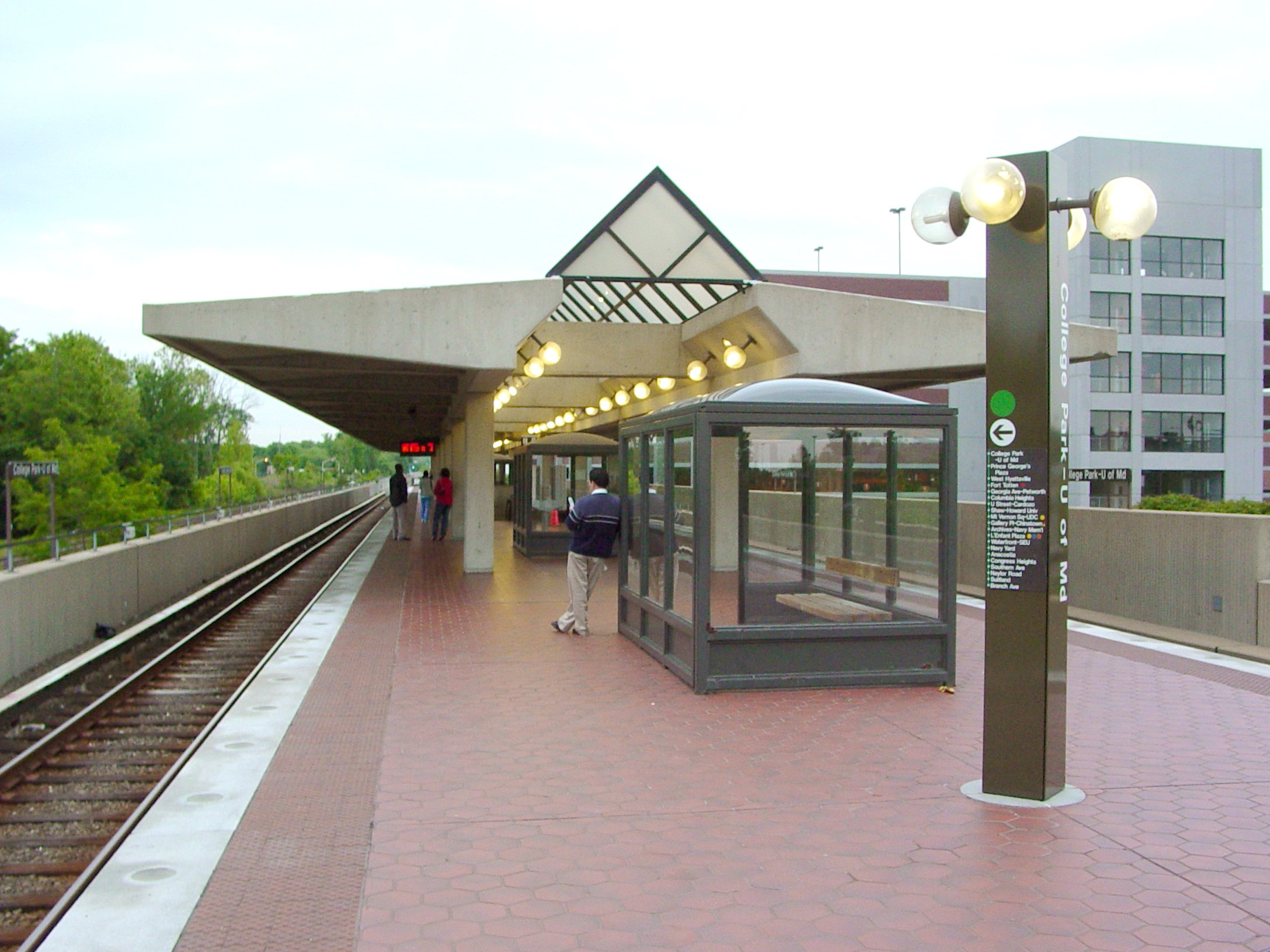
カレッジパーク駅（カレッジパーク市）

### 1991年の延長

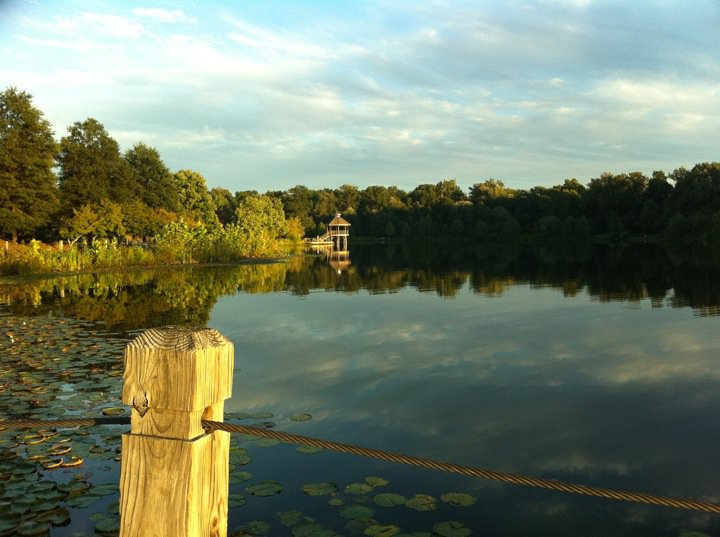
アルテメシア湖は、グリーンライン建設の一環で造られた

## ルート

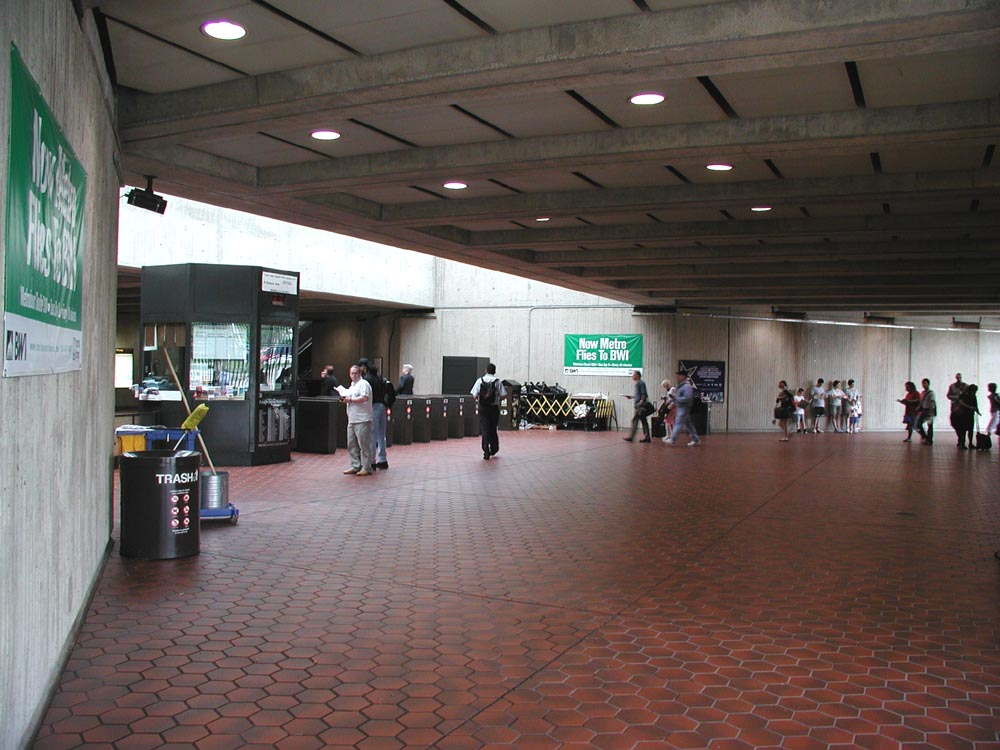
グリーンベルト駅（グリーンベルト市）

## 駅一覧
| 駅名                               | コード | ささ   | 乗換                                                                            |
| ---------------------------------- | ------ | ------ | ------------------------------------------------------------------------------- |
| ブランチアベニュー駅               | F11    | 2001年 |                                                                                 |
| スートランド駅                     | F10    | 2001年 |                                                                                 |
| ネイラーロード駅                   | F09    | 2001年 |                                                                                 |
| サザンアベニュー駅                 | F08    | 2001年 |                                                                                 |
| コングレスハイツ駅                 | F07    | 2001年 |                                                                                 |
| アナコスティア駅                   | F06    | 1991年 |                                                                                 |
| ネイビーヤード・ボールパーク駅     | F05    | 1991年 |                                                                                 |
| ウォーターフロント駅               | F04    | 1991年 |                                                                                 |
| ランファン・プラザ駅               | F03    | 1977年 | ワシントンメトロ： オレンジライン・イエローライン・ブルーライン・シルバーライン |
| アーカイブス駅                     | F02    | 1983年 |                                                                                 |
| ギャラリープレイス駅               | F01    | 1976年 | ワシントンメトロ： レッドライン・イエローライン                                 |
| マウントバーノンスクエア駅         | E01    | 1991年 | ワシントンメトロ： イエローライン                                               |
| ショーハワード大学駅               | E02    | 1991年 |                                                                                 |
| Uストリート駅                      | E03    | 1991年 |                                                                                 |
| コロムビアハイツ駅                 | E04    | 1999年 |                                                                                 |
| ジョージア通り・ペットワース駅     | E05    | 1999年 |                                                                                 |
| フォート・トッテン駅               | E06    | 1993年 | ワシントンメトロ： レッドライン・イエローライン                                 |
| ウェストハイアッツビル駅           | E07    | 1993年 |                                                                                 |
| プリンスジョージズプラザ駅         | E08    | 1993年 |                                                                                 |
| カレッジパーク・メリーランド大学駅 | E09    | 1993年 | MARC                                                                            |
| グリーンベルト駅                   | E10    | 1993年 | MARC                                                                            |

## 年表
以下はグリーンラインの開業及び延伸の年表である
| 日付 | 開業区間 | 総駅数 | 総延長 |
| ---- | -------- | ------ | ------ |